# アマミトゲネズミ
アマミトゲネズミ（奄美棘鼠、Tokudaia osimensis）は、齧歯目ネズミ科トゲネズミ属に分類される齧歯類。

## 分布
日本（奄美大島）固有種。
模式標本の産地（模式産地）は住用村（現・奄美市住用町）。奄美大島南東部に多いが、北東部の龍郷町にも隔離分布する。

## 形態
体長8.9 - 16センチメートル。尾長6.1 - 13.5センチメートル。背面は黒や橙がかった黄褐色、腹面は灰白色。
口蓋孔は上顎第2臼歯の中央部か、より前方にある。後足長24.5 - 33ミリメートル。染色体数は2n=25で、性染色体はXO型。Y染色体はX染色体に転座したか、SRY遺伝子なども含め消失したと推定されている。
背中の被毛が棘状になっているが、固さは他の毛より少しかたい程度。

## 分類
以前はトゲネズミ属はトゲネズミTokudaia osimensisのみで構成されていた。1943年に沖縄島にも分布するとされ、1946年には沖縄島の個体群が亜種として記載された。1977年に徳之島にも分布するとされた。1989年に奄美大島、沖縄島、徳之島の各個体群では染色体数、沖縄島では性染色体の型も異なることから、それぞれ別種であることが示唆された。1993年には沖縄島の亜種とされていた個体群に対し、独立種オキナワトゲネズミとして分割する説が提唱された。2006年に徳之島の個体群を頭蓋骨や毛皮の標本の比較から、各計測値がより大型であるとして独立種トクノシマトゲネズミとして分割する説が提唱された。ミトコンドリアDNAの制限酵素切断型、リボソームDNAの分子系統学的解析からトクノシマトゲネズミとは6,000,000 - 2,000,000年前に分化したと推定されている。
種内ではミトコンドリアDNA制御領域の全長を用いた解析では、ハプロタイプ多様度はやや高いものの塩基多様度は低いと推定されている。12のハプロタイプに分かれると推定され、中間のハプロタイプが消失していることから、過去に何らかの原因でボトルネックが生じ現在までに回復したと推定されている。

## 生態
イジュやウラジロガシ、スダジイからなる常緑広葉樹林に生息する。夜行性。234.46平方メートルの行動圏内で生活し、オス同士では行動圏が重複することは少なくメス同士では重複することが多い。1日あたり平均20.07メートルを移動する。
食性は雑食で、スダジイの果実、サツマイモ、アリなどを食べる。捕食者はハブが挙げられるが、ハブに対しジャンプで攻撃をかわす、体を低くし毛を逆立てる姿勢を行う。1959 - 1964年に行われたハブの捕食調査では哺乳類796例（765匹 82.5 %をクマネズミ、ドブネズミが占める）のうち、本種は3例のみだったとする報告例がある。
繁殖形態は胎生。10 - 12月に1 - 7頭の幼獣を産んだ例がある。

## 人間との関係
1950年代からの山地開発・森林伐採による生息地の破壊、ノイヌやノネコ、フイリマングースによる捕食などにより生息数は減少していた。2004 - 2005年、2010年の捕獲調査、2005年以降の環境省のマングース防除事業に伴う調査でも生息地での継続的な生息が確認できている。マングースの駆除により生息環境は安定し個体群は回復傾向にあると推定されている。また、森林伐採や都市化による環境収容力の変化をアマミトゲネズミ、ケナガネズミ、外来種クマネズミの3種で比較した結果、アマミトゲネズミやケナガネズミの保護のためには、伐採など人為的影響をできるだけ小さくすることが重要であることが示された。
日本ではトゲネズミとして1972年に国の天然記念物に指定されている。
絶滅危惧IB類 (EN)（環境省レッドリスト）
環境省と日本動物園水族館協会は2017年、野生の個体を動物園で飼育して繁殖を目指す「生息域外保全事業」に着手。同年1月に捕獲されたアマミトゲネズミは埼玉県こども動物自然公園、恩賜上野動物園、宮崎市フェニックス自然動物園の3施設に移され、このうち宮崎市フェニックス自然動物園が2018年9月15日に繁殖を確認したと同年10月に発表した。
これに先立って、日本の宮崎大学で4年以上の長期飼育に成功した例がある。